# Rosario Piedra Ibarra
María del Rosario Piedra Ibarra (Monterrey, Nuevo León; 14 de julio de 1951) es una psicóloga, activista, expolítica y funcionaria mexicana, miembro del Comité ¡Eureka!. Es hija de Rosario Ibarra de Piedra. Fue electa presidenta de la Comisión Nacional de los Derechos Humanos (CNDH) el 16 de noviembre de 2019. Fue reelegida para el periodo 2024-2029 al frente de la CNDH.

## Biografía
Es licenciada en psicología por la Universidad Autónoma de Nuevo León y tiene una maestría en Psicopedagogía por la Escuela de Ciencias de la Educación.
En 2018 fue candidata a diputada federal para el Distrito 10 de Nuevo León postulada por el partido Morena, pero no fue elegida. Fue secretaria de Derechos Humanos del Comité Ejecutivo Nacional del mismo partido.
El 16 de noviembre de 2019 tomó protesta como titular de la Comisión Nacional de los Derechos Humanos.

## Controversias

#### Elección
Su elección como presidenta de la CNDH ocurrió entre protestas por una votación en la que faltaron por contabilizar dos de los ciento dieciséis votos emitidos. Senadores del Partido Acción Nacional, el Observatorio Ciudadano de Designaciones Públicas y Amnistía Internacional calificaron de grave su designación para la defensa de los derechos humanos debido a su antigua militancia en Morena y su cercanía con el presidente Andrés Manuel López Obrador, hechos que consideran, afectan la autonomía del órgano.

#### Declaraciones y apoyo a AMLO
Piedra Ibarra fue cuestionada por su desempeño al frente de la CNDH cuando mandó al Senado Mexicano sus propuestas para la renovación de 4 de los puestos del Consejo General de Instituto Nacional Electoral (INE). Una de las sugerencias era la fundadora de Morena y excandidata por dicho partido, María del Socorro Puga, mientras que otra era Ernesto Isunza Vera cercano de López Obrador.Los designados se dieron de forma irregular. El Consejo Consultivo de la CNDH acusó que los nombramientos se otorgaron "por imposición" y en "total opacidad", pues no se les comunicó ni se les hizo parte del proceso.
Dicha situación habría llevado a la senadora por Acción Nacional y presidenta de la Comisión de Derechos Humanos del Senado, Kenia López Rabadán a denunciar a Piedra Ibarra argumentando: 

“Nos hemos enterado que la presidenta de la CNDH, la señora Rosario Piedra, en lo oscurito, de forma irresponsable e inmoral, ha designado dos personas progobierno, que claramente no son imparciales, que no tienen objetividad y desafortunadamente la señora Piedra sigue aferrada a ser subordinada de López Obrador designando a María del Rosario Puga Luévano y a Ernesto Isunza Vera”
Kenia López Rabadán

La senadora acusó que, de no cambiar la terna de personas designadas y afines al Presidente,  solicitaría su destitución y su juicio político.